# Ernanodontidae
Ernanodontidae — вимерла родина комахоїдних стовбурових панголінів, які були ендеміки Азії від середнього палеоцену до раннього еоцену, 62.22–55.8 Ma.